# Ammodítids

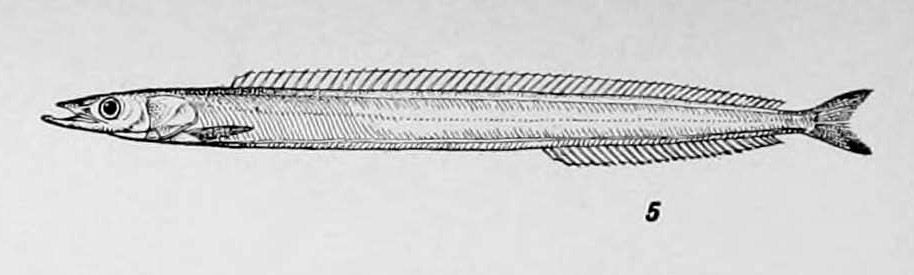
Ammodytes americanus

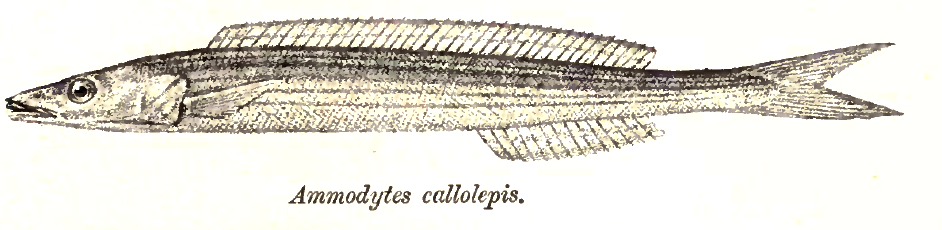
Bleekeria kallolepis (il·lustració del 1889)

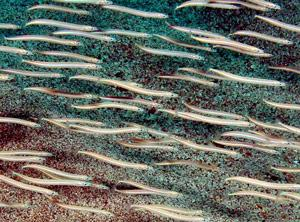
Sonsos (Gymnammodytes cicerelus)

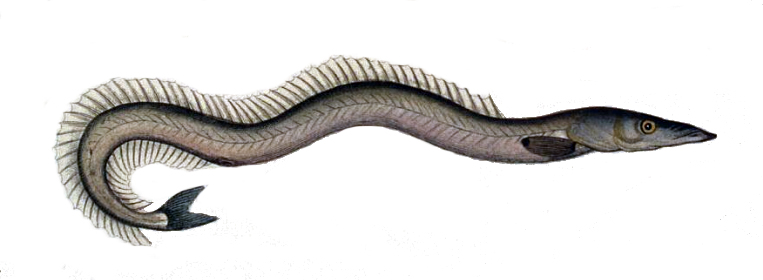
Ammodytes tobianus (il·lustració realitzada entre els 1795 i 1797).

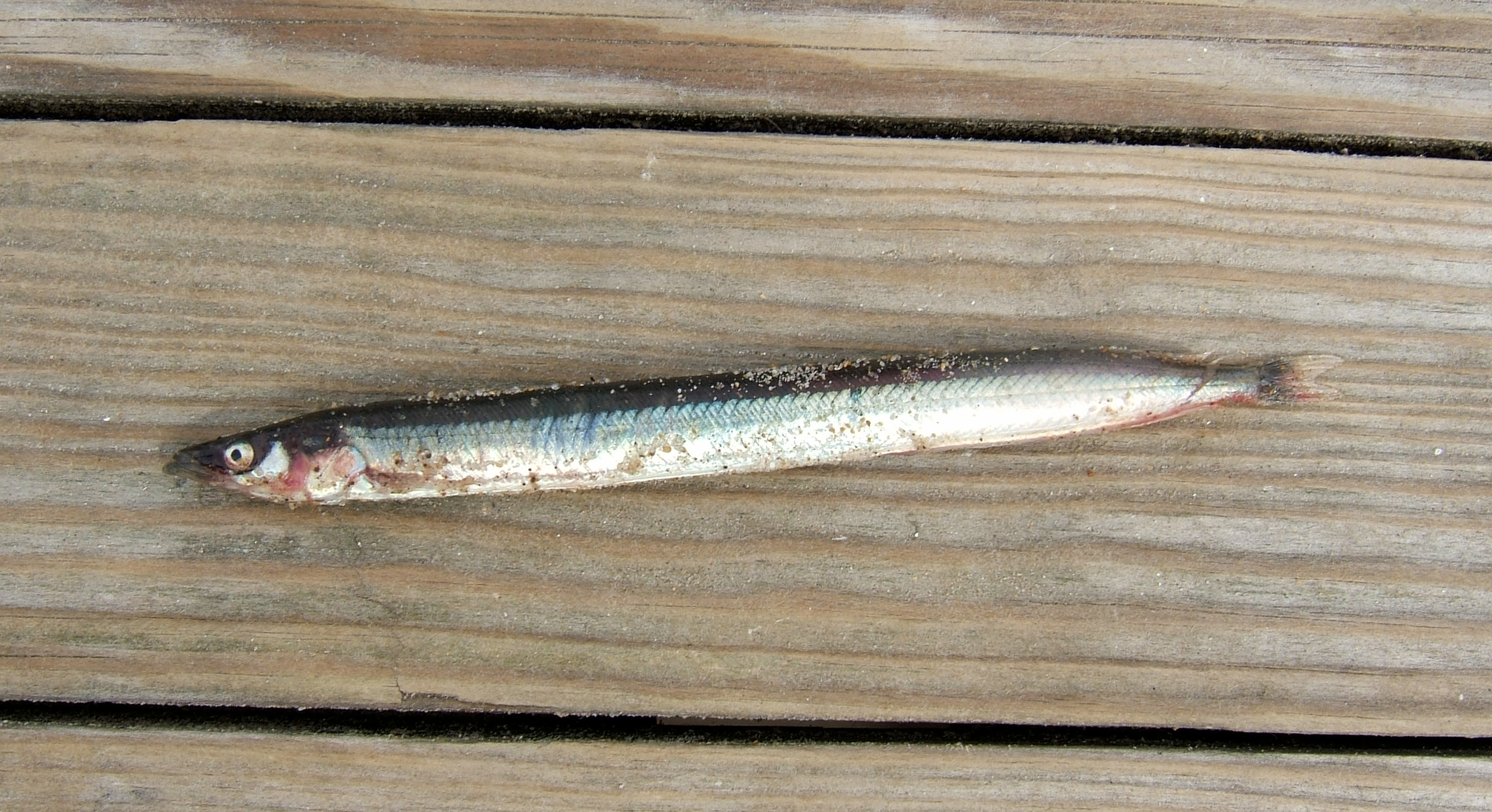
Ammodytes tobianus de Northumberland

Els ammodítids (Ammodytidae) constitueixen una família de peixos marins de l'ordre dels perciformes.

## Morfologia
- Longitud màxima: 30 cm.
- El cos és molt allargat, cilíndric i comprimit amb el cap allargat.
- La mandíbula inferior sobresurt més que la superior.
- No tenen bufeta natatòria.
- L'aleta dorsal és molt llarga i només presenta radis blans.
- Les escates, quan apareixen, són petites i cicloides.
- No tenen dents o només presenten el vòmer.
- Línia lateral aparent i proveïda de porus mucosos.
- 52-78 vèrtebres.
- Les aletes ventrals, o són absents o són molt petites i es troben per davant de les pectorals.
- Absència d'aletes pèlviques.[2][3][4][5]

## Reproducció
Les temporades de fresa varien segons les espècies, encara que hom suposa que totes elles ponen llurs ous, demersals, enganxats als grans de sorra. Les larves són planctòniques i poden arribar a ésser predominants en el plàncton, sobretot a la primavera.

## Alimentació
Mengen larves i petits crustacis, encara que n'hi ha un gènere que es nodreix de peixos.

## Depredadors
Són depredats per peixos, ocells marins i mamífers marins.

## Hàbitat i distribució geogràfica
Viuen als fons sorrencs i de grava fina poc fondos de la plataforma continental a les aigües fredes o temperades de l'Atlàntic nord, del Pacífic nord, de l'Índic i de l'Àrtic.

## Costums
Moltes espècies d'aquesta família neden lliurement però d'altres prefereixen enterrar-se a la sorra. Llurs migracions són probablement restringides a locals i diàries o estacionals.

## Ús comercial
Són emprats com a esquer i per a l'alimentació a nivell local a moltes àrees, però són principalment utilitzats per a fabricar farina de peix. Així, fins a 1 milió de tones d'aquests peixos són capturades cada any a la mar del Nord (majoritàriament per part de Dinamarca).

## Gèneres i espècies
- Gènere Ammodytes  (Linnaeus, 1758)[6]
  - Ammodytes americanus (DeKay, 1842)[7]
  - Ammodytes dubius (Reinhardt, 1837)[8]
  - Ammodytes hexapterus (Pallas, 1814)[9]
  - Ammodytes marinus (Raitt, 1934)[10]
  - Ammodytes personatus (Girard, 1856)[11]
  - Trencavits (Ammodytes tobianus) (Linnaeus, 1758)[12]
- Gènere Ammodytoides  (Duncker & Mohr, 1939)[13]
  - Ammodytoides gilli (Bean, 1895)[14]
  - Ammodytoides idai (Randall & Earle, 2008)[15]
  - Ammodytoides kimurai (Ida i Randall, 1993)[16]
  - Ammodytoides leptus (Collette i Randall, 2000)[17]
  - Ammodytoides praematura (Randall & Earle, 2008)[15]
  - Ammodytoides pylei (Randall, Ida i Earle, 1994)[18]
  - Ammodytoides renniei (Smith, 1957)[19]
  - Ammodytoides vagus (McCulloch i Waite, 1916)[20]
  - Ammodytoides xanthops (Randall & Heemstra, 2008)
- Gènere Bleekeria  (Günther, 1862)[21]
  - Bleekeria kallolepis (Günther, 1862)[22]
  - Bleekeria mitsukurii (Jordan i Evermann, 1902)[23]
  - Bleekeria viridianguilla (Fowler, 1931)[24]
- Gènere Gymnammodytes  (Duncker & Mohr, 1935)[25]
  - Gymnammodytes capensis (Barnard, 1927)[26]
  - Sonso (Gymnammodytes cicerellus) (Rafinesque, 1810)[27]
  - Gymnammodytes semisquamatus (Jourdain, 1879)[28]
- Gènere Hyperoplus  (Günther, 1862)[21]
  - Hyperoplus immaculatus (Corbin, 1950)[29]
  - Hyperoplus lanceolatus (Le Sauvage, 1824)[30]
- Gènere Lepidammodytes  (Ida, Sirimontaporn & Monkolprasit, 1994)[31]
  - Lepidammodytes macrophthalmus (Ida, Sirimontaporn i Monkolprasit, 1994)
- Gènere Protammodytes (Ida, Sirimontaporn & Monkolprasit, 1994)[31]
  - Protammodytes brachistos (Ida, Sirimontaporn i Monkolprasit, 1994)[32]
  - Protammodytes sarisa (Robins i Böhlke, 1970)[33][34][35][36][37][38][39][40][41]